# Partit Verd de Letònia
El Partit Verd de Letònia (letó Latvijas Zaļā Partija, LZP) és un partit polític de Letònia de caràcter ecologista. Fou fundat el 13 de gener de 1990 i envià set delegats al Consell Suprem de la República de Letònia. A les eleccions de 1993, les primeres després de la independència letona, va obtenir un diputat al Saeima (Anna Seiler). A les eleccions de 1995 per al Sisè Saeima, va obtenir quatre escons per a Indulis Emsis, Guntis Enins, Janis Kalvins i Janis Razna.
De 1993 a 1998, els Verds formen part de la coalició de govern amb Indulis Emsis com a ministre per al medi ambient. A les eleccions de 1998 per al 7è Saeima no van obtenir representació. Per aquest motiu, a les eleccions de 2002 van formar una coalició amb la Unió d'Agricultors Letons, la Unió de Verds i Agricultors (Zaļo un Zemnieku savienība), que va obtenir el 9,5% dels vots i 12 escons, dels quals tres són del partit verd: Indulis Emsis, Arvids Ulme i Leopolds Ozolins. La coalició formà part del govern quatripartit de centredreta a la que aportà tres ministres, un dels quals era el verd Raimonds Vejonis.
El febrer de 2004, després de la caiguda del govern quatripartit, Indulis Emsis va ser designat per formar un nou govern i es va convertir en el primer primer ministre verd de Letònia. El seu govern minoritari es va veure obligat a renunciar a la tardor del mateix any. Un nou govern de coalició dirigit pel Partit Popular va prendre possessió del seu càrrec, en la qual el Partit Verd va participar com a part de la Unió de Verds i Agricultors.
A les eleccions legislatives letones de 2006 el Partit Verd es presentà novament com a part de la Unió de Verds i Agricultors, que va obtenir el 16,7% del vot popular i 18 (quatre per als Verds) d'un total de 100 escons (una d'ells per a l'ex Waffen-SS Visvaldis Lacis). El partit continuà formant part de la coalició de govern juntament amb el Partit Popular, Partit Letònia Primer / Via Letona, i Per la Pàtria i la Llibertat. El president del partit verd i ex primer ministre Indulis Emsis es va convertir en president del Parlament el novembre de 2006. Es va retirar el 21 de setembre de 2007.

## Resultats electorals

### Eleccions legislatives
| Any  | Líder               | Resultats             | Resultats             | Resultats             | Resultats | Resultats | Pos. | Govern             |
| Any  | Líder               | Vots                  | %                     | ±                     | Escons    | +/–       | Pos. | Govern             |
| ---- | ------------------- | --------------------- | --------------------- | --------------------- | --------- | --------- | ---- | ------------------ |
| 1993 | Oļegs Batarevskis   | Dins el LNNK          | Dins el LNNK          | Dins el LNNK          | 1 / 100   | Nou       | 2n   | Coalició           |
| 1995 | Oļegs Batarevskis   | Coalició NKP-Verd     | Coalició NKP-Verd     | Coalició NKP-Verd     | 4 / 100   | 3         | 7è   | Coalició           |
| 1998 | Valdis Felsbergs    | Coalició DP-LKDS-Verd | Coalició DP-LKDS-Verd | Coalició DP-LKDS-Verd | 0 / 100   | 4         | 8è   | Extraparlamentari  |
| 2002 | Viesturs Sileniekss | Dins la ZZS           | Dins la ZZS           | Dins la ZZS           | 5 / 100   | 5         | 5è   | Coalició           |
| 2006 | Raimonds Vējonis    | Dins la ZZS           | Dins la ZZS           | Dins la ZZS           | 4 / 100   | 1         | 2n   | Coalició           |
| 2010 | Raimonds Vējonis    | Dins la ZZS           | Dins la ZZS           | Dins la ZZS           | 4 / 100   | =         | 3r   | Coalició           |
| 2011 | Raimonds Vējonis    | Dins la ZZS           | Dins la ZZS           | Dins la ZZS           | 4 / 100   | =         | 5è   | Oposició           |
| 2014 | Edgars Tavars       | Dins la ZZS           | Dins la ZZS           | Dins la ZZS           | 4 / 100   | =         | 3r   | Coalició           |
| 2018 | Edgars Tavars       | Dins la ZZS           | Dins la ZZS           | Dins la ZZS           | 1 / 100   | 3         | 6è   | Oposició           |
| 2022 | Edgars Tavars       | Dins la Llista Unida  | Dins la Llista Unida  | Dins la Llista Unida  | 4 / 100   | 3         | 3r   | Coalició (2022-23) |
| 2022 | Edgars Tavars       | Dins la Llista Unida  | Dins la Llista Unida  | Dins la Llista Unida  | 4 / 100   | 3         | 3r   | Oposició (2023-)   |

### Parlament Europeu
| Any  | Líder                | Vots                 | %                    | Escons | +/– | Grup |
| ---- | -------------------- | -------------------- | -------------------- | ------ | --- | ---- |
| 2014 | Andris Bērziņš       | Dins la ZZS          | Dins la ZZS          | 0 / 8  | Nou | –    |
| 2019 | Dana Reizniece-Ozola | Dins la ZZS          | Dins la ZZS          | 0 / 8  | =   | –    |
| 2024 | Reinis Pozņaks       | Dins la Llista Unida | Dins la Llista Unida | 0 / 9  | =   | –    |

## Portaveus del partit
- Olegs Batarevskis (1990 - 1997)
- Valts Vilnitis (1990 - 1991)
- Juris Zvirgzds (1990 - 1995)
- Gunars Lakutis (1991 - 1993)
- Peteris Jansons (1993 - 1994)
- Janis Kalvins (1994 - 1995)
- Indulis Emsis (from 1995)
- Ruta Bendere (1995 - 1996)
- Askolds Klavins (1996 - 2001)
- Valdis Felsbergs (1997-2003)
- Viesturs Silenieks (from 2001)
- Raimonds Vējonis (from 2003)